# Peplidium
Peplidium es un género con siete especies de plantas de flores perteneciente a la familia Scrophulariaceae. 

## Especies seleccionadas
- Peplidium aithocheilum
- Peplidium capense
- Peplidium diandrum
- Peplidium foecundum
- Peplidium humifusum
- Peplidium maritimum
- Peplidium muelleri

- Datos: Q9299271
- Multimedia: Peplidium / Q9299271
- Especies: Peplidium